# Кастельяр-де-ла-Фронтера
Кастельяр-де-ла-Фронтера (ісп. Castellar de la Frontera) — муніципалітет в Іспанії, у складі автономної спільноти Андалусія, у провінції Кадіс. Населення — 3175 осіб (2010).
Муніципалітет розташований на відстані близько 480 км на південь від Мадрида, 80 км на схід від Кадіса.
На території муніципалітету розташовані такі населені пункти: (дані про населення за 2010 рік)
- Альморайма: 107 осіб
- Кастельяр-де-ла-Фронтера: 2875 осіб
- Кастільйо-де-Кастельяр: 193 особи

## Демографія
Динаміка населення (INE ):

## Галерея зображень

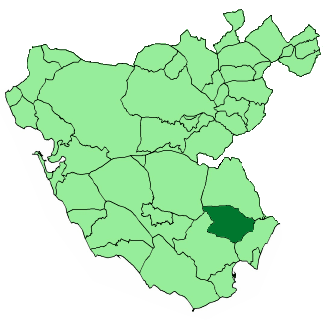
Розташування муніципалітету Кастельяр-де-ла-Фронтера
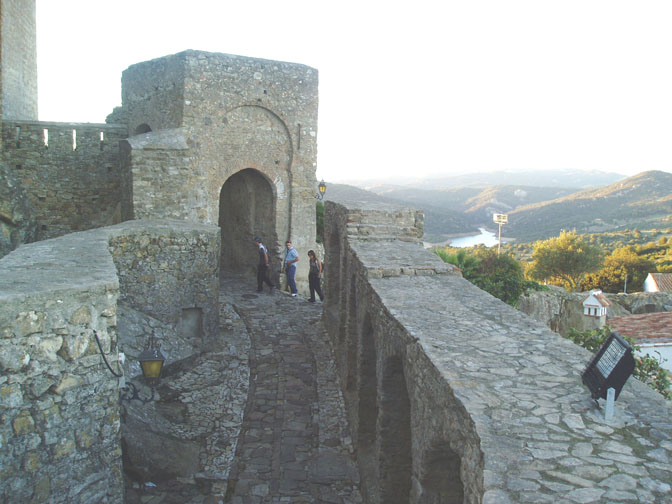
Кастельяр